# Cris Carter
Pour les articles homonymes, voir Carter.
Pro Football Hall of Fame 2013
(en) Statistiques sur pro-football-reference
Cristopher « Cris » D. Carter, né le 25 novembre 1965 à Troy dans l'Ohio, est un joueur américain de football américain ayant évolué au poste de wide receiver.

## Biographie

### Buckeyes d'Ohio State
Étudiant à l'université d'État de l'Ohio, il joue pour les Buckeyes d'Ohio State.

### Eagles de Philadelphie
Il est drafté en National Football League (NFL) lors d'un choix supplémentaire par les Eagles de Philadelphie en 1987. Il a joué pour les Eagles jusqu'en 1989, date où l'entraîneur Buddy Ryan demande son licenciement en raison de problèmes d'alcoolisme et toxicomanie. Cette décision est un choc pour Carter qui se reprend en main et créditera son ancien entraîneur de l'avoir aidé à changer sa vie.

### Vikings du Minnesota
Il joue par la suite aux Vikings du Minnesota (1990-2000) où il deviendra un joueur majeur. Seul Jerry Rice le dépassera en nombre de réceptions dans les années 1990. Il y gagne le Bart Starr Award (1994), le Whizzer White Man of the Year (1998) et le Walter Payton Man of the Year (1999).

### Dolphins de Miami
Enfin, il réalise une dernière année aux Dolphins de Miami (2002), toujours en NFL.

## Postérité
Son maillot no 80 est retiré par les Vikings et il fait partie de l'équipe NFL de la décennie 1990. Il est l'un des rares joueurs avec plus de 1 000 réceptions dans leur carrière. 
Son fils, Duron Carter, est un membre des Alouettes de Montreal de la Ligue canadienne de football (LCF).

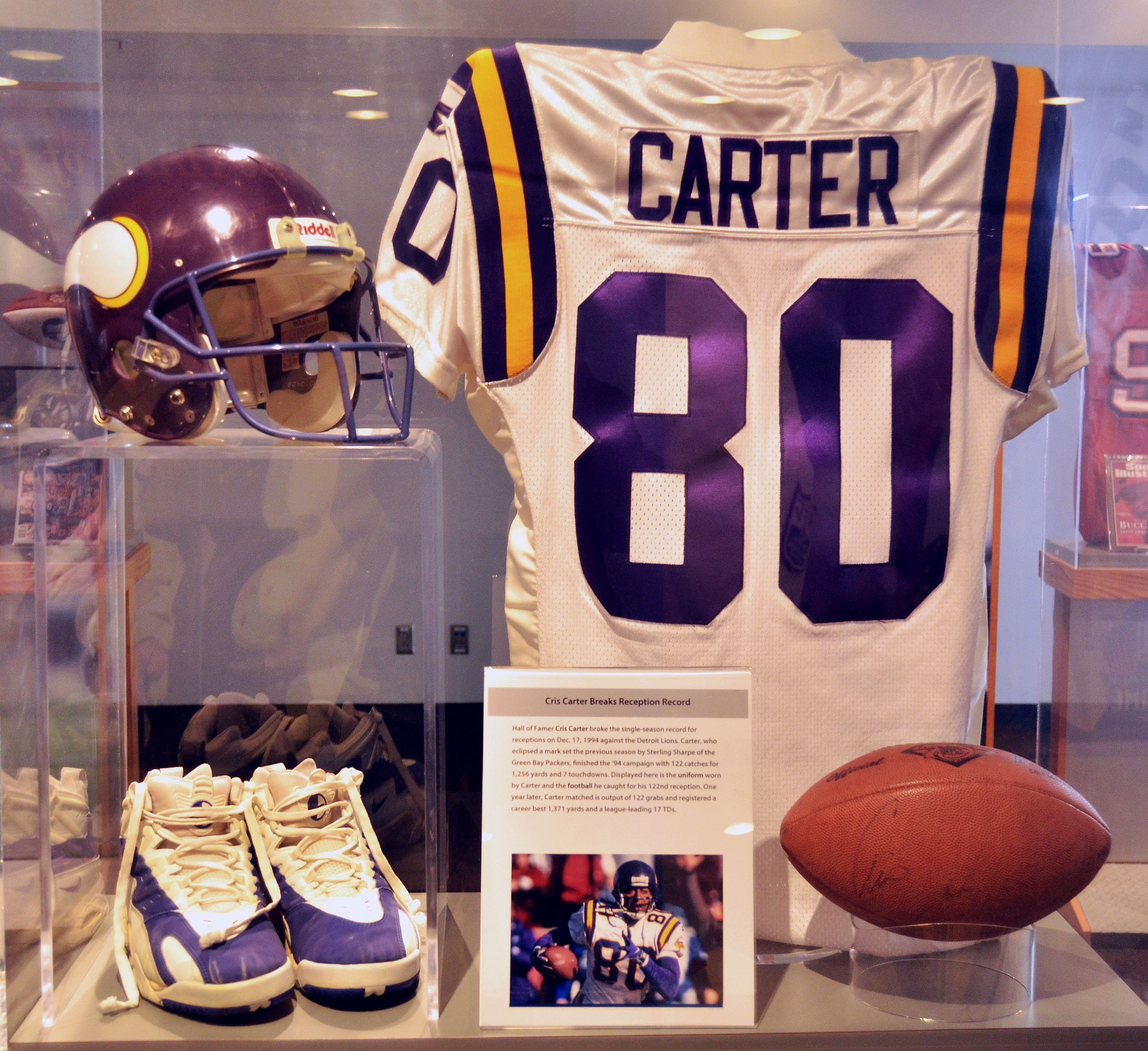
Affaires de Cris Carter conservées au Pro Football Hall of Fame.